# ОПЕ1

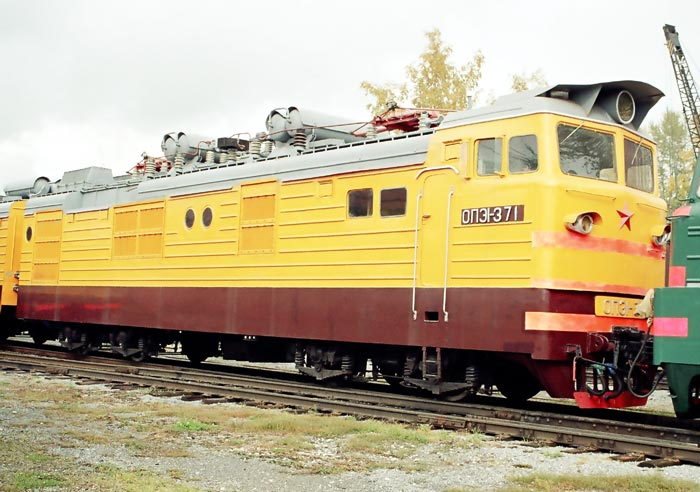
Електровозна секція.
На верхній фотографії ближня — тепловозна секція.

ОПЕ1 (Однофазний, Промисловий Електровоз, з 1 (одним) моторним думпкаром) — перший тяговий агрегат радянського виробництва. Призначений для роботи на залізницях відкритих гірничих розробок, електрифікованих однофазним змінним струмом промислової частоти 50 Гц при напрузі в контактній мережі 10 кВ. Також передбачена можливість роботи і на неелектрифікованих ділянках. Обладнання агрегату розраховане на надійну роботу при підвищенні напруги в контактній мережі до 11,6 кВ і зниженні до 7,5 кВ.

## Історія
В 1957 році на Коркинському вугільному кар'єрі був зібраний перший у Радянському Союзі тяговий агрегат, який складався з електровоза IV-КП1, зчепленого з моторним думпкаром (переробка думпкара ВС-50). Підвищення зчіпної ваги в два рази дозволило відповідно збільшити і вагу вивезених складів. Тому одночасно із замовленням тягових агрегатів в НДР (серія ЕЛ10), радянськими фахівцями були розпочаті розробки власних проектів. Розробку проектів вели спільно Всесоюзний науково-дослідний і проектно-конструкторський інститут електровозобудування, ДЕВЗ і ДВЗ, а до 1964 року проект був закінчений. Спочатку тяговий агрегат мав складатися з електротепловоза і двох моторних думпкарів. Проте досвід експлуатації агрегатів ЕЛ10 показав, що потужності дизельного двигуна 750 к.с. недостатньо для роботи на неелектрифікованих коліях і вимагає подальшого збільшення потужності. Зважаючи на габаритні і вагові обмеження, було вирішено винести дизель в окрему секцію, скоротивши при цьому число думпкарів до одного. Щодо остаточного проекту тяговий агрегат складався з двосекційного локомотива (одна секція електровозна, інша — автономного живлення) і одного моторного думпкара. Загальна проектна маса становила 360 тонн.
В 1969 році Новочеркаський електровозобудівний завод випустив перший тяговий агрегат який отримав позначення ОПЕ1-001. У тому ж році НЕВЗ випустив також тяговий агрегат ОПЕ1-00, який складався з двох секцій (без думпкара). В 1970 завод вніс деякі зміни в конструкцію і спочатку почав випуск агрегатів ОПЕ1 в двосекційному виконанні (по типу 002, за винятком 006, який мав три секції). Думпкари до них постачав Дніпродзержинський вагонобудівний завод. З 1975 року випуск моторних думпкарів був налагоджений на самому НЕВЗ і ОПЕ1 випускався вже в трисекційному виконанні. Виробництво ОПЕ1 було завершено лише в 2001 році.

## Конструкція
Тяговий агрегат ОПЕ1 складається з:
1. електровозної секції (Е), в кузові з кабіною машиніста встановлений тяговий трансформатор, випрямна установка, струмоприймачі;
2. секції автономного живлення (тепловоз) (Т), в кузові з кабіною машиніста встановлена дизель-генераторна установка від тепловоза М62;
3. моторної секції (М), яка являє собою думпкар, в якому можна перевозити корисні копалини, візки мають тягові електродвигуни.

Електровозна, тепловозна і моторна секція мають по два двовісні локомотивні візки, загальне число тягових електродвигунів — 12.
Агрегат може працювати на ділянках залізничних колій з ухилами до 60 ‰. Умови експлуатації: висота над рівнем моря не більше 1200 м, температура навколишнього середовища від −50 °C до +40 °C, вологість повітря 90 % при 20 °C.
Оскільки навантаження від осей на рейки складає 30 тс, тяговий агрегат ОПЕ1 на залізницях загального призначення експлуатуватися не може. Перевезення тягового агрегату ОПЕ1 з електровозобудівного або локомотиворемонтного заводу до місця роботи (в кар'єр) і назад проводиться на спеціальних транспортних (полегшених) візках без тягових електродвигунів.
 Для порівняння: навантаження на вісь у електровоза ВЛ60 становить 23 тс.
На електровозі застосовуються такі гальма: пневматичне (автоматичне поїздне, допоміжне прямодіюче), електричне (реостатне) і ручне.
З'єднання електровоза управління (Е) і секції автономного живлення (Т) з боку кабін не допускається. Моторна секція (М) розташовується тільки ззаду секції автономного живлення (Т).
Допускаються наступні режими роботи тягового агрегату при різних поєднаннях тягових одиниць:
- Три секції (електровоз, тепловоз і моторний думпкар)

Електровоз управління в зчепі з секцією автономного живлення і моторною секцією (основне поєднання тягових одиниць) забезпечує роботу з складом в контактному і автономному режимах (тяга і гальмування в обох режимах створюються всіма 12 тяговими двигунами);
- Дві секції (електровоз і тепловоз без моторного думпкара)

Електровоз управління в зчепі з секцією автономного живлення забезпечує роботу з складом в контактному і автономному режимах (тяга в обох режимах і реостатне гальмування створюються 8 тяговими двигунами);
- Одна секція (тепловоз без моторного думпкара і електровоза)

Секція автономного живлення як самостійна тягова одиниця може працювати зі складом тільки в режимі тяги (реостатне гальмування не передбачено).